# Atractus paisa
Atractus paisa — вид змій родини полозових (Colubridae). Ендемік Колумбії.

## Поширення і екологія
Atractus paisa мешкають в горах на півночі Центрального хребта Колумбійських Анд, на півдні департаменту Антіокія. Вони живуть в гірських тропічних лісах, нрапляються на полях. Зустрічаються на висоті від 2100 до 2600 м над рівнем моря.